# Штефан Одоблежа (Мехединци)
Штефан Одоблежа (рум. Ștefan Odobleja), до 2005. године Ваља Изворулуј (рум. Valea Izvorului), је насеље у општини Ливезиле у округу Мехединци у Румунији. Према попису из 2021. у насељу је било 132 становника.
Штефан Одоблежа је у новијој историји два пута мењало назив. До децембра 1964. године носило је назив Ваља Хоцулуј (рум. Valea Hoțului) када је променило назив у Ваља Изворулуј, а од 2005. године носи назив Штефан Одоблежа, по познатом румунском лекару и кибернетичару Штефану Одоблежи. Било је у саставу општине Извору Анештилор, а од маја 1968. године припада општини Ливезиле. Село има цркву посвећену Рођењу Пресвете Богородице.

## Становништво
Према попису из 2021. у Штефану Одоблежи је живело 132 становника што је за 40 мање (-23,26%) у односу на попис из 2011. када је било 172 становника.
Према попису из 2011. убедљиву већину станоништва чинили су Румуни.
| Етнички састав према попису из 2011.‍ | Етнички састав према попису из 2011.‍ | Етнички састав према попису из 2011.‍ | Етнички састав према попису из 2011.‍ | Етнички састав према попису из 2011.‍ |
| ------------------------------------ | ------------------------------------ | ------------------------------------ | ------------------------------------ | ------------------------------------ |
|                                      |                                      |                                      |                                      |                                      |
| Румуни                               | Румуни                               |                                      | 163                                  | 94,77%                               |
| Непознато                            | Непознато                            |                                      | 9                                    | 5,23%                                |